# Tuomas Seppänen
Tuomas Seppänen (ur. 16 maja 1986) – fiński lekkoatleta specjalizujący się w rzucie młotem.
Jego pierwszą międzynarodową imprezą były rozgrywane w 2005 mistrzostwa Europy juniorów, na których zajął 7. miejsce. Dwa lata później był dziewiąty podczas młodzieżowym czempionacie Starego Kontynentu. Dwukrotnie siódmy zawodnik uniwersjady (2011 i 2013). W 2014 zajął 12. miejsce na mistrzostwach Europy w Zurychu, a rok później był dziesiąty podczas światowego czempionatu w Pekinie.
Wielokrotny mistrz Finlandii oraz reprezentant kraju na drużynowym czempionacie Europy, pucharze Europy w rzutach i w meczach międzypaństwowych.
Rekord życiowy: 76,20 (21 maja 2016, Halle).

## Osiągnięcia
| Rok  | Impreza                                 | Miejsce    | Lokata               | Wynik |
| ---- | --------------------------------------- | ---------- | -------------------- | ----- |
| 2005 | Mistrzostwa Europy juniorów             | Kowno      | 7. miejsce           | 70,95 |
| 2007 | Młodzieżowe mistrzostwa Europy          | Debreczyn  | 9. miejsce           | 67,67 |
| 2010 | Mistrzostwa Europy                      | Barcelona  | el. – 15. miejsce    | 72,94 |
| 2011 | I liga drużynowych Mistrzostw Europy    | Izmir      | 5. miejsce           | 72,18 |
| 2011 | Uniwersjada                             | Shenzhen   | 7. miejsce           | 71,04 |
| 2012 | Zimowy puchar Europy w rzutach          | Bar        | 8. miejsce           | 71,22 |
| 2012 | Mistrzostwa Europy                      | Helsinki   | el. – 20. miejsce    | 71,15 |
| 2013 | I liga drużynowych mistrzostw Europy    | Dublin     | 3. miejsce           | 68,81 |
| 2013 | Uniwersjada                             | Kazań      | 7. miejsce           | 73,89 |
| 2014 | Mistrzostwa Europy                      | Zurych     | 12. miejsce          | 73,70 |
| 2015 | Superliga drużynowych mistrzostw Europy | Czeboksary | 10. miejsce          | 70,94 |
| 2015 | Mistrzostwa świata                      | Pekin      | 10. miejsce          | 73,18 |
| 2016 | Puchar Europy w rzutach                 | Arad       | 6. miejsce           | 72,57 |
| 2016 | Mistrzostwa Europy                      | Amsterdam  | el. – 23. miejsce    | 69,76 |
| 2017 | Puchar Europy w rzutach                 | Las Palmas | 12. miejsce          | 69,79 |
| 2019 | Puchar Europy w rzutach                 | Šamorín    | 2. miejsce (grupa B) | 72,65 |
| 2022 | Mistrzostwa świata                      | Eugene     | el. – 23. miejsce    | 72,81 |
| 2022 | Mistrzostwa Europy                      | Monachium  | el. – 16. miejsce    | 71,24 |
| 2024 | Puchar Europy w rzutach                 | Leiria     | 6. miejsce (grupa B) | 70,48 |
| 2024 | Mistrzostwa Europy                      | Rzym       | el. – 20. miejsce    | 72,85 |